# Duodji

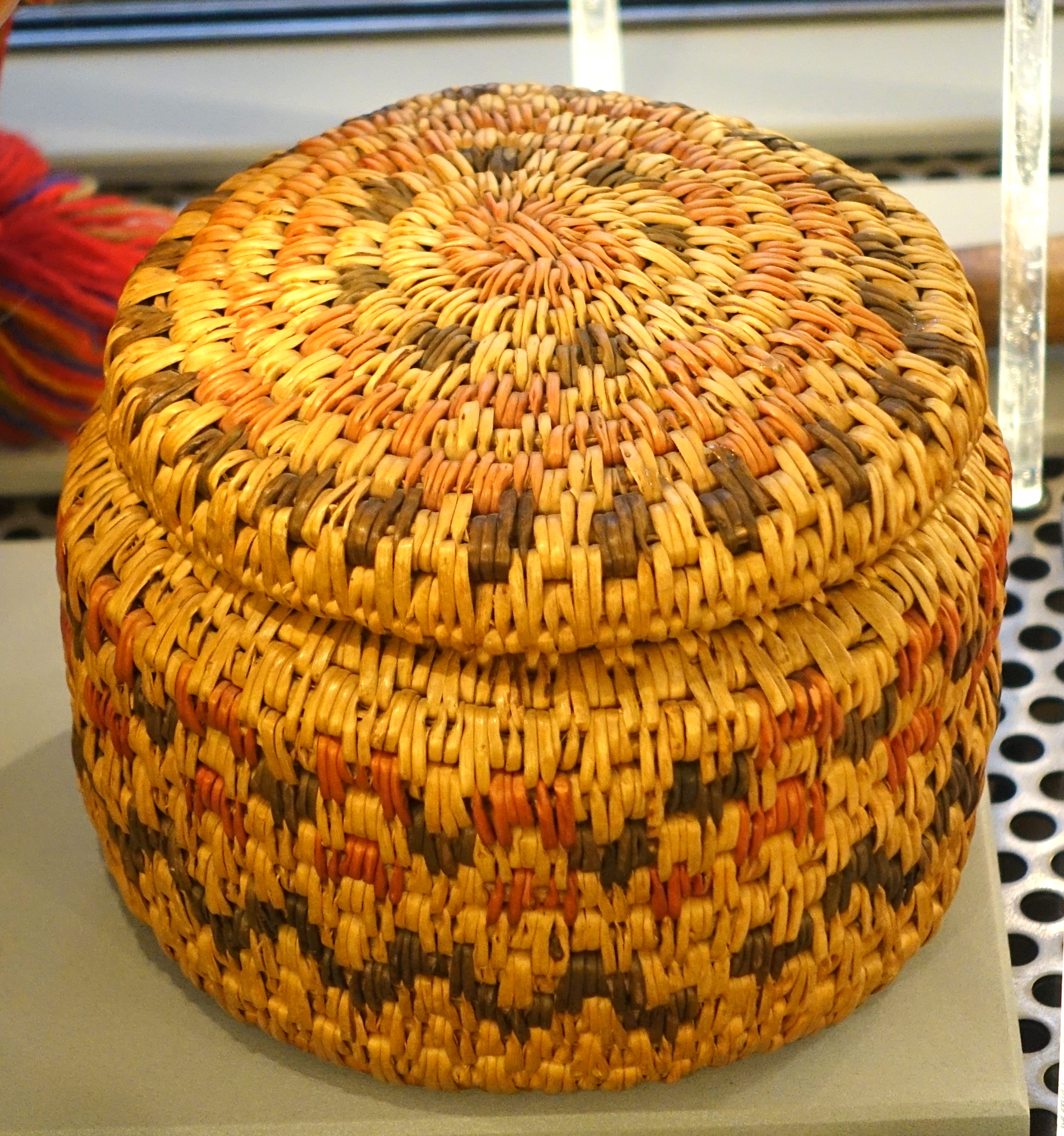
Samischer Korb

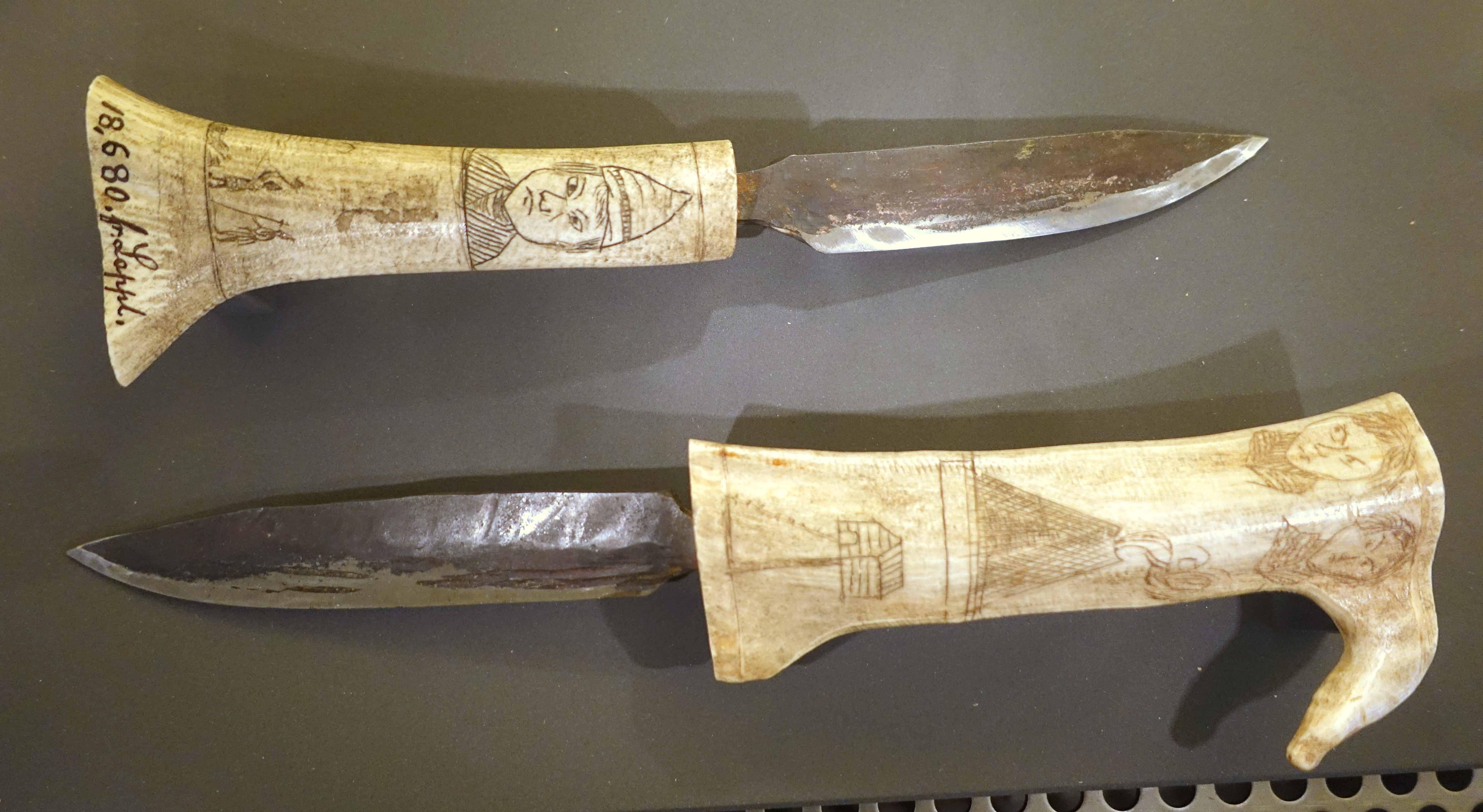
Samische Messer

Duodji ist das traditionelle Handwerk und Kunsthandwerk der Samen (Eigenbezeichnung: Sámi). Es umfasst die Herstellung von Kleidung, Küchenutensilien, Werkzeugen und Dekorationsgegenständen. Charakteristisch für das Handwerk ist, dass Naturmaterialien wie Holz, Horn und Leder verwendet werden.

## Handwerk
Eine wichtige Grundlage bildete lange, dass nur Gegenstände produziert wurden, die gebraucht wurden, da beim Umherziehen mit den Rentierherden kein Platz für Unnötiges war. Die für die Produktion benutzten Rohstoffe werden der Natur entnommen. So werden etwa Birkenrinde, Rentiergeweihe, Leder und Tiersehnen verwendet. Ein Beispiel für ein Duodji-Produkt ist das samische Trinkgefäß Guksi.
Man unterscheidet zwischen sogenanntem weichen und harten Duodji, wobei das weiche Handwerk die Textil- und Lederarbeit umfasst und traditionell von Frauen ausgeübt wird. Im Gegensatz dazu wird hartes Duodji von Männern ausgeführt. Dazu gehören Holz-, Metall- und Steinarbeiten. Diese Geschlechtertrennung geht aber mittlerweile zurück.

## Begriff
Der Begriff Duodji ist nordsamisch, Duodje ist lulesamisch und im Südsamischen heißt das Wort Duedtie. Im Schwedischen und Norwegischen wird statt Duodji auch „samisk slöjd“ bzw. „samesløyd“ (deutsch: samisches Handwerk) verwendet. Die Samen verwenden den Begriff Duodji allerdings auch, wenn sie nicht samisch sprechen, da das Wort für sie als schwer in seiner Gesamtheit zu übersetzen gilt. Die Berufsbezeichnung lautet Duojár, Duodjár oder auch Vytnesjæjja.
In den 1950er-Jahren begann man, die Produkte verstärkt auch an Touristen zu verkaufen. Durch die hohe Nachfrage begannen auch Personen ohne samischen Hintergrund, duodji-ähnliche Gegenstände herzustellen. Seit den 1980er-Jahren gibt es in Norwegen deshalb ein Garantiesiegel, das sogenannte Sámi Duodji-merket, welches garantiert, dass ein Produkt nach traditionellen samischen Handwerksregeln produziert wurde. Im Jahr 2000 protestierten Samen gegen die Entscheidung des Varanger Samiske Museum, auch Nicht-Samen bei einem Duodji-Wettbewerb die Teilnahme zu erlauben. Es wurde kritisiert, dass man somit Zustände wie in Finnland fördere, wo es zu dieser Zeit keinen Schutz gab und von Duodji inspirierte Produkte in Massenproduktion für Touristen hergestellt wurden.

## Ausbildung
Früher war das Erlernen des Handwerks fester Bestandteil in der Erziehung der samischen Kinder. Heute ist das Berufsbild des Duojár ein Ausbildungsberuf, der in Norwegen etwa an der samischen Hochschule in Kautokeino erlernt werden kann, wo auch ein Masterprogramm angeboten wurde. In Schweden startete das Samernas Utbildningscentrum eine Ausbildungsmöglichkeit in Duodji.

## Organisationen
Im Jahr 1979 wurde in Norwegen die Duodji-Organisation Sámiid Duodji errichtet. Die Organisation tritt sowohl für die Vermittlung des Handwerks sowie für die Interessen der Duojár ein. In Schweden wurde 1993 die Organisation Sámi Duodji gegründet, die unter anderem für die Bewahrung des samischen Handwerks eintritt.